# 理查德·C·马利根
理查德·C·马利根（英語：Richard C. Mulligan，1954年—）是一位美国分子生物学家，哈佛大学医学院教授，研究方向为基因治疗，同时也是Biogen公司董事，1981年获麦克阿瑟奖。